# Thomas Kläy
Thomas Kläy (* 28. Juni 1961) ist ein Schweizer Curler und Olympiasieger.

## Karriere
Sein internationales Debüt hatte Kläy bei der Juniorenweltmeisterschaft 1980 in Kitchener, er blieb aber ohne Medaille.
Kläy spielte als Lead der Schweizer Mannschaft bei den XVI. Olympischen Winterspielen 1992 in Albertville im Curling. Die Mannschaft von Skip Urs Dick gewann die olympische Goldmedaille nach einem 7:6-Sieg im Final gegen Norwegen um Skip Tormod Andreassen. Da Curling damals noch eine Demonstrationssportart war, besitzt die Medaille keinen offiziellen Status.

## Erfolge
- 1. Platz Olympische Winterspiele 1992 (Demonstrationswettbewerb)